# مقاطعة إدوردز (إلينوي)
مقاطعة إدوردز (بالإنجليزية: Edwards County)‏ هي إحدى المقاطعات في ولاية إلينوي في الولايات المتحدة الأمريكية.

## معرض صور

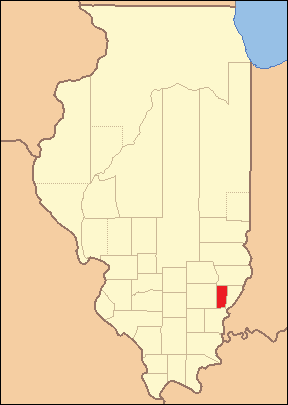
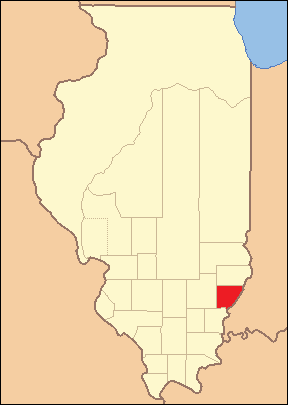
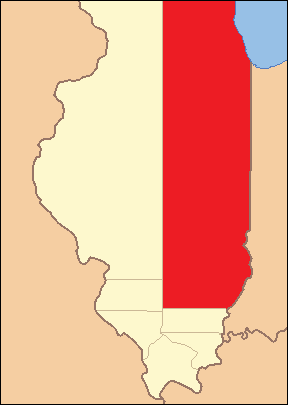
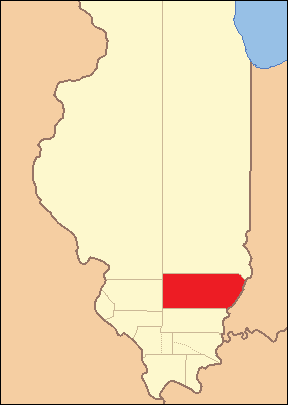
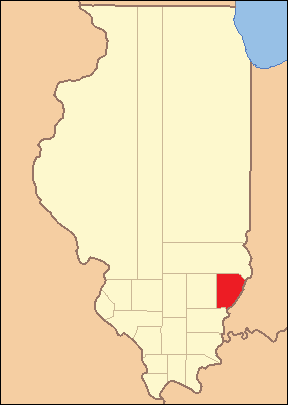

## أعلام
- تشارلز مارتن